# Квинихидзе, Леонид Александрович
Леони́д Алекса́ндрович Квинихи́дзе (Файнциммер) (21 декабря 1937, Ленинград, СССР — 13 марта 2018, Санкт-Петербург, Россия) — советский и российский кинорежиссёр и сценарист, заслуженный деятель искусств Российской Федерации (1993).

## Биография
Родился 21 декабря 1937 года в Ленинграде в семье кинорежиссёра Александра Файнциммера. В 1962 году окончил режиссёрский факультет Всесоюзного государственного института кинематографии (мастерская Ильи Копалина).
В 1960—1963 годах работал на Центральной и Ленинградской студиях документальных фильмов, снимал хроникальные фильмы, среди которых «Бип остаётся в Ленинграде» о французском актёре-миме Марселе Марсо, «Бенни Гудмен и его джаз» об американском джазовом кларнетисте и дирижёре, «Эдуардо де Филиппо» о знаменитом итальянском драматурге. В это время использовал фамилию матери — Квинихидзе.
В 1963 году пришёл на киностудию «Ленфильм». Работал вторым режиссёром на фильме Фридриха Эрмлера «Перед судом истории». В игровом кино дебютировал в 1965 году фильмом «Первый посетитель». В 1973 году снял многосерийный телевизионный фильм «Крах инженера Гарина» по мотивам романа А. Н. Толстого «Гиперболоид инженера Гарина». Сериал подвергся критике, и режиссёр сменил амплуа, занявшись постановкой мюзиклов, таких как «Соломенная шляпка» (1974) и «Небесные ласточки» (1976). 
С 1977 года – режиссёр  киностудии «Мосфильм». Поставил фильмы «31 июня» (1978), «Шляпа» (1981) и «Мэри Поппинс, до свидания» (1983).
В 1992 году снял фильм «Белые ночи», перенеся действие одноимённой повести Ф. М. Достоевского в современность.
Квинихидзе был главным режиссёром и художественным руководителем Московского государственного театра «Мюзик-холл», режиссёром Одесского театра музыкальной комедии, а в 1999—2001 — также художественным руководителем и главным режиссёром Крымского академического украинского музыкального театра (УАМТ). В 2000 году ему было присвоено звание заслуженного деятеля искусств АРК.
С 2003 по 2006 год был режиссёром в Новосибирском театре музыкальной комедии, а с 2006 по 2008 год — главным режиссёром Санкт-Петербургского государственного музыкального театра «Карамболь». Потом был приглашён на пост художественного руководителя и главного режиссёра в Хабаровский краевой музыкальный театр, но уволен за полгода до истечения срока контракта в 2011 году.
Скончался 13 марта 2018 года в Санкт-Петербурге после продолжительной болезни. Похоронен 16 марта в Санкт-Петербурге на Шушарском кладбище (сектор Г-2) рядом с третьей женой Е. С. Ельфимовой.

## Семья
- Первая жена — Наталия Макарова (род. 1940), балерина, солистка Ленинградского академического театра оперы и балета имени Кирова, заслуженная артистка РСФСР, в 1970 году осталась на Западе, не вернувшись с гастролей в Великобритании.
- Вторая жена — Татьяна Аркадьевна Грудзинская.
  - Дочь Софья.
- Третья жена — Екатерина Ельфимова (1965—2015), заслуженный деятель искусств РФ, танцовщица, балетмейстер, хореограф-постановщик. Лауреат национальной премии «Золотая маска», член Союза театральных деятелей России, педагог Санкт-Петербургского университета культуры и искусства. Похоронена в Санкт-Петербурге на Шушарском кладбище (сектор Г-2).
  - Дочь Мария[6].

В 1970-х годах несколько лет состоял в гражданском браке с певицей Ириной Понаровской.

## Театральные работы
- 1999 — «Поживём — увидим!» — музыкальный спектакль, Одесский театр музыкальной комедии
- 2000—2002 — «Вестсайдская история», «Збудуемо Храм» (укр. «Збудуємо храм»), «Крымская коллекция», мюзиклы
- 2003 — «Мышеловка» А. Журбина — мюзикл, Новосибирский театр музыкальной комедии
- 2003 — «Мэри Поппинс» Дунаевского — мюзикл, Музыкальный театр «Карамболь», Санкт-Петербург
- 2005 — «Фигаро здесь!» — музыкальная комедия, Новосибирский театр музыкальной комедии; за этот спектакль режиссёр был в 2006 году награждён премией «Золотая маска»[7]
- 2006 — «Дон Жуан. Первая любовь», Новосибирский театр музыкальной комедии
- 2010 — «Два бойца», Хабаровский краевой музыкальный театр[8] — спектакль выдвигался на Национальную театральную премию «Золотая маска»[4]

### Театры
- Главный режиссёр и художественный руководитель Московского государственного театра «Мюзик-холл»[9].
- Режиссёр Одесского театра музыкальной комедии[10].
- 2000—2002 — художественный руководитель и главный режиссёр Крымского академического украинского музыкального театра.
- 2005 — режиссёр Новосибирского театра музыкальной комедии.
- 2006—2008 — главный режиссёр Санкт-Петербургского государственного музыкального театра «Карамболь»[11].
- 2010—2011 — главный режиссёр и художественный руководитель Хабаровского краевого музыкального театра[4]

#### Отзывы
«Мюзикл о Мэри Поппинс состоялся. „Роман“ театра с режиссёром Леонидом Квинихидзе преобразил знакомые черты, придав им мюзик-холльную авантажность и лоск. Спектакль получился воздушным, лёгким, искрящимся и простым». — Марина Каминская
Леонид Квинихидзе о современности (интервью 2008):

«Так или иначе, сейчас я занимаюсь театром. Потому, что в наше время сложно совместить интересы художественные с интересами коммерческими…»

## Фильмография
| Год выпуска | Название фильма           | Участвовал в качестве |
| ----------- | ------------------------- | --------------------- |
| 1966        | Первый посетитель         | режиссёр              |
| 1966        | Маринино житьё            | режиссёр              |
| 1968        | Моабитская тетрадь        | режиссёр              |
| 1970        | Миссия в Кабуле           | режиссёр              |
| 1973        | Крах инженера Гарина      | режиссёр              |
| 1974        | Соломенная шляпка         | режиссёр, сценарист   |
| 1976        | Небесные ласточки         | режиссёр, сценарист   |
| 1977        | Орех Кракатук             | режиссёр, сценарист   |
| 1978        | 31 июня                   | режиссёр, сценарист   |
| 1981        | Шляпа                     | режиссёр, сценарист   |
| 1983        | Мэри Поппинс, до свидания | режиссёр              |
| 1986        | Там, где нас нет          | режиссёр              |
| 1987        | Друг                      | режиссёр              |
| 1988        | Артистка из Грибова       | режиссёр              |
| 1989        | Остров                    | режиссёр              |
| 1992        | Белые ночи                | режиссёр              |
| 1995        | Дом (сериал)              | режиссёр              |
| 2004        | Усадьба                   | режиссёр              |

## Признание и награды
- 1968 — Государственная премия Татарской АССР — за фильм «Моабитская тетрадь» о татарском поэте Мусе Джалиле
- 1993 — Заслуженный деятель искусств Российской Федерации[2]
- 2000 — Заслуженный деятель искусств Автономной Республики Крым[14]
- 2006 — премия «Золотая маска»[7] за спектакль «Фигаро здесь!» (Новосибирский театр музыкальной комедии)[15]